# Roberto Levis
Roberto Luis Levis (* 6. Januar 1941) ist ein ehemaliger puerto-ricanischer Degenfechter.
Roberto Levis ist Sohn des Fechters und zweifachen olympischen Medaillengewinners Joseph Levis (1905–2005). Er nahm 1972 an den Olympischen Spielen in München teil. Im Degenwettbewerb schied er in der 2. Runde aus.